# Centro de Ciências Agrárias da Universidade Federal do Ceará
O Centro de Ciências Agrárias (CCA) é uma unidade acadêmica da Universidade Federal do Ceará (UFC) localizada no Campus do Pici, Fortaleza, Ceará. É composto por oito departamentos e quatro fazendas experimentais, congrega as atividades de ensino, pesquisa e extensão na respectiva área. 
Possui seis cursos de graduação: Agronomia, Engenharia de Alimentos, Engenharia de Pesca, Economia Ecológica, Gestão de Políticas Públicas e Zootecnia; oito cursos de Mestrado: Avaliação de Políticas Públicas, Economia Rural, Irrigação e Drenagem, Fitotecnia, Zootecnia, Solos e Nutrição de Plantas, Engenharia de Pesca e Ciência e Tecnologia de Alimentos e quatro cursos de Doutorado: Ciência e Tecnologia de Alimentos, Fitotecnia, Zootecnia e Economia Rural. 
Atualmente, a Diretora do Centro de Ciência Agrárias é a Professora Sônia Maria Pinheiro de Oliveira.

## História
A história do Centro de Ciências Agrárias surge com a fundação, em 30 de março de 1918, da Escola de Agronomia do Ceará como entidade particular de ensino superior e foi encampada pelo Estado no dia 7 de maio de 1935, conforme Decreto nº 1550. Através da Lei nº 1.055, de 16 de janeiro de 1950, passou para o Ministério da Agricultura. Posteriormente, por força da Lei nº 2.373, de 16 de dezembro de 1954, veio a constituir, com outras unidades de ensino superior, como a Faculdade de Direito, Faculdade de Farmácia e Odontologia e Faculdade de Medicina, a Universidade Federal do Ceará, vinculada ao Ministério da Educação e Cultura.
A atual denominação de Centro de Ciências Agrárias é uma decorrência da modificação estrutural experimentada pela UFC, de acordo com o Decreto nº 71.882, de 2 de março de 1973.

## Estrutura

### Departamentos
O CCA possui oito departamentos:
- Ciências do Solo;
- Economia agrícola;
- Estudos Interdisciplinares;
- Engenharia Agrícola;
- Engenharia de Pesca;
- Fitotecnia;
- Departamento de Engenharia de Alimentos;
- Zootecnia.

### Fazendas Experimentais
O CCA possui quatro fazendas experimentais localizadas em ambientes ecológicos distintos, para a realização de atividades de ensino, pesquisa e extensão, em uma área total de 1.200 hectares. São elas:
- Fazenda Vale do Curu, em Pentecoste;
- Fazenda Lavoura Seca, em Quixadá;
- Fazenda Raposa, em Maracanaú e
- Sítio São José, em Maracanaú.

## Ensino

### Graduação
Seis cursos de graduação são oferecidos, com o número de vagas por ano para cada curso:
- Agronomia
- Economia Ecológica
- Engenharia de Alimentos
- Engenharia de Pesca
- Gestão de Políticas Públicas
- Zootecnia

### Pós-Graduação
São oferecidos dez cursos de pós-graduação nos níveis de mestrado e doutorado:
- Avaliação de Políticas Públicas (Mestrado Acadêmico e Profissional)
- Solos e Nutrição de Plantas (Mestrado e Doutorado);
- Irrigação e Drenagem (Mestrado);
- Fitotecnia (Mestrado e Doutorado);
- Engenharia de Pesca (Mestrado);
- Ciência e Tecnologia de Alimentos (Mestrado e Doutorado);
- Zootecnia (Mestrado e Doutorado) e
- Economia Rural (Mestrado).